# Jesus Jones
Jesus Jones ist eine britische Alternative-Rock-Band aus Bradford-on-Avon in Wiltshire, England, die seit 1988 besteht. Ihr erfolgreichster Song Right Here, Right Now war ein weltweiter Hit und stand 1991 in den USA fünf Wochen auf Platz 2 der Charts.

## Geschichte
Mike Edwards (Sänger, Songwriter, Gitarrist) und Simon „Gen“ Matthews (Schlagzeug) starteten um 1986 mit ersten kleinen Auftritten, bis sie Alan Doughty (Bass) trafen. Sie gründeten die Band „Camouflage“, doch durch den ausbleibenden Erfolg wagten sie einen Neuanfang als „Big Colour“, auch hier mit wenig Erfolg.
Durch einen Spanien-Trip und das Aufeinandertreffen mit Iain „Barry D“ Baker (Keyboard) und Jerry de Abela Borg (Gitarre) war Jesus Jones geboren.
Sie haben mit zahlreichen Labels zusammengearbeitet, darunter Food, SBK Records, EMI Liberty, Nebula, Mi5 Recordings/Koch und RT Industries.

## Diskografie

### Alben
- 1989: Liquidizer
- 1989: A Conversation with Jesus
- 1990: In Concert - 493 (mit World Party)
- 1991: Doubt
- 1991: In Concert 511
- 1993: Perverse
- 1993: In Concert - 570
- 1997: Already
- 2011: London
- 2013: Liquidizer Live in London 2013
- 2018: Passages
- 2019: Greatest Hits Live
- 2019: Bright Young Things: Live at the Marquee